# Česká florbalová extraliga žen 2011/2012
Česká florbalová extraliga žen 2011/2012 byla 18. ročníkem nejvyšší ženské florbalové soutěže v Česku.
Soutěž odehrálo 12 týmů systémem dvakrát každý s každým. Prvních osm týmů postoupilo do play-off. Zbylé čtyři týmy hrály o sestup.
Vítězem ročníku se pošesté v řadě stal tým Herbadent SJM Praha 11, znovu po porážce vicemistra předchozích dvou ročníků, týmu FbŠ ROPRO Bohemians. Tím Herbadent vyrovnal dosavadní rekord v počtu titulů týmu FBC Liberec. Byl to první ročník, ve kterém o vítězi rozhodl jediný zápas, nazvaný superfinále. Superfinále se konalo v pražské O2 areně společně s finále mužské extraligy. Naopak čtvrtfinále a semifinále se nově hrálo na čtyři vítězné zápasy.
Nováčkem v této sezoně byl tým FBŠ AL INVEST Jihlava, vítěz 1. ligy v předchozí sezóně, který do Extraligy nastoupil poprvé. Tím se počet účastníků soutěže po šesti letech vrátil na 12.
Po prohře v play-down sestoupil po dvou sezónách v Extralize do 1. ligy tým FBK 001 Trutnov-Nové Město. Následně oddíl kvůli finančním problémům zanikl. Tým byl v následující sezóně nahrazen vítězem 1. ligy, týmem FbC COQUÍ Asper Šumperk, který do Extraligy postoupil poprvé.
Do další sezóny Extraligy se z důvodu malého počtu hráček nepřihlásil tým FBC Ostrava. Některé hráčky týmu přešly do 1. SC WOOW Vítkovice. Ostravu nahradil tým FBC UNITED Č. Budějovice, poražený finalista 1. ligy.

## Základní část
| Poř. | Tým                        | Z  | V  | VP | PP | P  | VG  | OG  | B  |
| ---- | -------------------------- | -- | -- | -- | -- | -- | --- | --- | -- |
| 1.   | Herbadent SJM Praha 11     | 22 | 21 | 0  | 1  | 0  | 182 | 51  | 64 |
| 2.   | FbŠ ROPRO Bohemians        | 22 | 17 | 1  | 1  | 3  | 171 | 76  | 54 |
| 3.   | 1. SC WOOW Vítkovice       | 22 | 16 | 1  | 1  | 4  | 161 | 72  | 51 |
| 4.   | TJ JM Chodov               | 22 | 12 | 4  | 3  | 3  | 124 | 95  | 47 |
| 5.   | Crazy girls FBC Liberec    | 22 | 13 | 1  | 1  | 7  | 117 | 88  | 42 |
| 6.   | Elite Praha                | 22 | 10 | 1  | 0  | 11 | 96  | 90  | 32 |
| 7.   | FBC ČPP Remedicum Ostrava  | 22 | 8  | 1  | 1  | 12 | 75  | 111 | 27 |
| 8.   | TJ Sokol Brno Židenice     | 22 | 6  | 1  | 4  | 11 | 65  | 117 | 24 |
| 9.   | Děkanka SK Praha 4         | 22 | 2  | 5  | 1  | 14 | 58  | 124 | 17 |
| 10.  | FBŠ AL INVEST Jihlava      | 22 | 3  | 2  | 3  | 14 | 55  | 112 | 16 |
| 11.  | FBS Olomouc                | 22 | 4  | 1  | 1  | 16 | 60  | 125 | 15 |
| 12.  | FBK 001 Trutnov-Nové Město | 22 | 1  | 1  | 2  | 18 | 51  | 154 | 7  |

## Vyřazovací boje
První tři týmy si postupně zvolily soupeře pro čtvrtfinále z druhé čtveřice.

### Pavouk
|  | Čtvrtfinále (na zápasy)   | Čtvrtfinále (na zápasy) |                        |   | Semifinále (na zápasy) | Semifinále (na zápasy) |  |  | Superfinále (skóre) | Superfinále (skóre) |
|  |                           |                         |                        |   |                        |                        |  |  |                     |                     |
|  |                           |                         |                        |   |                        |                        |  |  |                     |                     |
|  | Herbadent SJM Praha 11    | 4                       |                        |   |                        |                        |  |  |                     |                     |
|  | Herbadent SJM Praha 11    | 4                       |                        |   |                        |                        |  |  |                     |                     |
|  | Elite Praha               | 0                       |                        |   |                        |                        |  |  |                     |                     |
|  | Elite Praha               | 0                       | Herbadent SJM Praha 11 | 4 |                        |                        |  |  |                     |                     |
|  |                           |                         | Herbadent SJM Praha 11 | 4 |                        |                        |  |  |                     |                     |
|  |                           | Crazy girls FBC Liberec | 0                      |   |                        |                        |  |  |                     |                     |
|  | TJ JM Chodov              | Crazy girls FBC Liberec | 0                      | 2 |                        |                        |  |  |                     |                     |
|  | TJ JM Chodov              |                         |                        | 2 |                        |                        |  |  |                     |                     |
|  | Crazy girls FBC Liberec   | 4                       |                        |   |                        |                        |  |  |                     |                     |
|  | Crazy girls FBC Liberec   | 4                       | Herbadent SJM Praha 11 | 6 |                        |                        |  |  |                     |                     |
|  |                           |                         | Herbadent SJM Praha 11 | 6 |                        |                        |  |  |                     |                     |
|  |                           | FbŠ ROPRO Bohemians     | 2                      |   |                        |                        |  |  |                     |                     |
|  | FbŠ ROPRO Bohemians       | FbŠ ROPRO Bohemians     | 2                      | 4 |                        |                        |  |  |                     |                     |
|  | FbŠ ROPRO Bohemians       |                         |                        | 4 |                        |                        |  |  |                     |                     |
|  | TJ Sokol Brno Židenice    | 0                       |                        |   |                        |                        |  |  |                     |                     |
|  | TJ Sokol Brno Židenice    | 0                       | FbŠ ROPRO Bohemians    | 4 |                        |                        |  |  |                     |                     |
|  |                           |                         | FbŠ ROPRO Bohemians    | 4 |                        |                        |  |  |                     |                     |
|  |                           | 1. SC WOOW Vítkovice    | 1                      |   |                        |                        |  |  |                     |                     |
|  | 1. SC WOOW Vítkovice      | 1. SC WOOW Vítkovice    | 1                      | 4 |                        |                        |  |  |                     |                     |
|  | 1. SC WOOW Vítkovice      |                         |                        | 4 |                        |                        |  |  |                     |                     |
|  | FBC ČPP Remedicum Ostrava | 1                       |                        |   |                        |                        |  |  |                     |                     |
|  | FBC ČPP Remedicum Ostrava | 1                       |                        |   |                        |                        |  |  |                     |                     |

### Čtvrtfinále
Herbadent SJM Praha 11 – Elite Praha 4 : 0 na zápasy – Zpráva
- 10. 3. 2012 19:00, Herbadent – Elite 8 : 11 (2:0, 1:0, 5:1)
- 11. 3. 2012 11:00, Herbadent – Elite 7 : 11 (1:0, 2:1, 4:0)
- 17. 3. 2012 19:00, Elite – Herbadent 1 : 91 (0:4, 1:3, 0:2)
- 18. 3. 2012 12:30, Elite – Herbadent 1 : 11 (0:4, 0:3, 1:4)

FbŠ ROPRO Bohemians – TJ Sokol Brno Židenice 4 : 0 na zápasy – Zpráva
- 10. 3. 2012 20:00, Bohemians – Židenice 13 : 2 (3:0, 5:1, 5:1)
- 11. 3. 2012 17:00, Bohemians – Židenice 10 : 4 (4:3, 5:1, 1:0)
- 17. 3. 2012 17:30, Židenice – Bohemians 13 : 5 (2:3, 0:1, 1:1)
- 18. 3. 2012 14:30, Židenice – Bohemians 14 : 8 (1:1, 1:5, 2:2)

1. SC WOOW Vítkovice – FBC ČPP Remedicum Ostrava 4 : 1 na zápasy – Zpráva
- 10. 3. 2012 14:00, Vítkovice – Ostrava 14 : 6 (0:2, 2:2, 2:2)
- 11. 3. 2012 14:00, Vítkovice – Ostrava 12 : 3 (3:1, 5:2, 4:0)
- 17. 3. 2012 14:00, Ostrava – Vítkovice 12 : 3 (2:1, 0:1, 0:1)
- 18. 3. 2012 12:00, Ostrava – Vítkovice 11 : 3 (0:2, 1:1, 0:0)
- 21. 3. 2012 19:00, Vítkovice – Ostrava 18 : 4 (2:1, 3:2, 3:1)

TJ JM Chodov – Crazy girls FBC Liberec 2 : 4 na zápasy – Zpráva
- 10. 3. 2012 19:00, Chodov – Liberec 2 : 3 (1:2, 0:0, 1:1)
- 11. 3. 2012 19:00, Chodov – Liberec 7 : 5 (1:0, 2:3, 4:2)
- 17. 3. 2012 19:00, Liberec – Chodov 7 : 3 (2:1, 3:0, 2:2)
- 18. 3. 2012 19:30, Liberec – Chodov 3 : 2p (0:1, 2:0, 0:1, 1:0)
- 21. 3. 2012 19:30, Chodov – Liberec 4 : 3 (1:0, 2:1, 1:2)
- 24. 3. 2012 20:00, Liberec – Chodov 6 : 2 (2:2, 2:0, 2:0)

### Semifinále
Herbadent SJM Praha 11 – Crazy girls FBC Liberec 4 : 0 na zápasy – Zpráva
- 31. 3. 2012 18:00, Herbadent – Liberec 5 : 1 (1:0, 2:1, 2:0)
- 01. 4. 2012 13:00, Herbadent – Liberec 7 : 4 (4:1, 3:2, 0:1)
- 07. 4. 2012 20:00, Liberec – Herbadent 2 : 5 (1:1, 0:3, 1:1)
- 08. 4. 2012 20:00, Liberec – Herbadent 5 : 6p (0:1, 2:1, 3:3, 0:1)

FbŠ ROPRO Bohemians – 1. SC WOOW Vítkovice 4 : 1 na zápasy – Zpráva
- 31. 3. 2012 20:00, Bohemians – Vítkovice 5 : 4 (0:1, 3:1, 2:2)
- 01. 4. 2012 14:15, Bohemians – Vítkovice 5 : 4p (0:2, 2:1, 2:1, 1:0)
- 07. 4. 2012 17:00, Vítkovice – Bohemians 3 : 5 (2:0, 1:3, 0:2)
- 08. 4. 2012 14:00, Vítkovice – Bohemians 4 : 2 (2:0, 0:1, 2:1)
- 11. 4. 2012 19:45, Bohemians – Vítkovice 6 : 5 (4:4, 1:0, 1:1)

### Superfinále
O mistru extraligy se rozhodlo v tzv. Superfinále, jediném utkání, které se odehrálo 21. dubna 2012 v O2 areně v Praze.
Herbadent SJM Praha 11 – FbŠ ROPRO Bohemians 6 : 2 (2:2, 1:0, 3:0) – Zpráva

### Konečná tabulka
| Pořadí           | Tým                       |
| ---------------- | ------------------------- |
| Zlatá medaile    | Herbadent SJM Praha 11    |
| Stříbrná medaile | FbŠ ROPRO Bohemians       |
| Bronzová medaile | 1. SC WOOW Vítkovice      |
| 4.               | Crazy girls FBC Liberec   |
| 5.               | TJ JM Chodov              |
| 6.               | Elite Praha               |
| 7.               | FBC ČPP Remedicum Ostrava |
| 8.               | TJ Sokol Brno Židenice    |

## Boje o udržení

### 1. kolo
Hrály spolu týmy 9. – 12. a 10. – 11. po základní části. Vítězná družstva zůstala v Extralize a poražení hráli baráž.
FBŠ AL INVEST Jihlava – FBS Olomouc 3 : 1 na zápasy – Zpráva
- 24. 3. 2012 17:00, Jihlava – Olomouc 3 : 2 (1:1, 2:1, 0:0)
- 25. 3. 2012 14:00, Jihlava – Olomouc 5 : 4 (3:1, 0:1, 1:2, 1:0 prodl.)[24]
- 31. 3. 2012 15:00, Olomouc – Jihlava 3 : 1 (1:1, 2:0, 0:0)
- 01. 4. 2012 15:00, Olomouc – Jihlava 1 : 2 (0:0, 1:1, 0:1)

Děkanka SK Praha 4 – FBK 001 Trutnov-Nové Město 3 : 0 na zápasy – Zpráva
- 24. 3. 2012 17:15, Děkanka – Trutnov 4 : 1 (2:0, 1:1, 1:0)
- 25. 3. 2012 15:45, Děkanka – Trutnov 7 : 2 (3:0, 3:1, 1:1)
- 31. 3. 2012 19:00, Trutnov – Děkanka 2 : 6 (0:1, 1:2, 1:3)

### Baráž
Baráž hráli poražení z 1. kola play-down, poražený finále 1. ligy a vítěz zápasu o 3. místo. Hrála se systémem každý s každým. Vítěz skupiny hrál v další sezóně Extraligu.
| Poř. | Tým                        | Z | V | VP | PP | P | VG | OG | B |
| ---- | -------------------------- | - | - | -- | -- | - | -- | -- | - |
| 1.   | FBS Olomouc                | 3 | 3 | 0  | 0  | 0 | 16 | 8  | 9 |
| 2.   | FBK 001 Trutnov-Nové Město | 3 | 2 | 0  | 0  | 1 | 11 | 10 | 6 |
| 3.   | FBK Jičín                  | 3 | 0 | 1  | 0  | 2 | 11 | 17 | 2 |
| 4.   | FBC UNITED Č. Budějovice   | 3 | 0 | 0  | 1  | 2 | 9  | 12 | 1 |

## Nejužitečnější hráčky
Nejužitečnějšími hráčkami Extraligy byly zvoleny:
1. Zuzana Macurová (1. SC WOOW Vítkovice)
2. Eliška Křížová (FbŠ ROPRO Bohemians)
3. Magdalena Kotíková (Herbadent SJM Praha 11)